# Hishimonoides aurifascialis
Hishimonoides aurifascialis är en insektsart som beskrevs av Kuoh 1976. Hishimonoides aurifascialis ingår i släktet Hishimonoides och familjen dvärgstritar. Inga underarter finns listade i Catalogue of Life.